# Nicolas Rey (rugby à XV, 1979)
Pour les articles homonymes, voir Nicolas Rey et Rey.
Pas d'image ? Cliquez ici

a Compétitions nationales et continentales officielles uniquement.

Dernière mise à jour le 27 octobre 2012.
Nicolas Rey, né le 24 juin 1979 à Arles, est un joueur français de rugby à XV évoluant au poste d'ailier.

## Biographie
Nicolas Rey connaît une sélection en équipe de France universitaire en 2005-2006[réf. nécessaire].